# 헤더 마크스
헤더 마크스(영어: Heather Marks, 1988년 7월 25일 ~ )는 캐나다의 여자 모델이자 큰 눈과 인형같이 예쁜 얼굴과 요정같이 작고 여린 몸매로 제마 워드, 카롤리니 트렌치니, 릴리 콜, 리사 칸트, 블라다 로슬랴코바, 제시카 스탐 등과 더불어 패션업계에서 각광받고 있다.

## 유년기
헤더 마크스는 캐나다 앨버타주 캘거리 태생으로 12세 때 이미 키가 178cm였던 그녀는 모드 모델스의 사장 켈리 스트레이트의 눈에 띄어 모드 모델스에서 주최하는 모델 찾기 대회에 참여할 것을 권유하였으며, 권유에 따라 참여한 헤더 마크스는 그 대회에서 우승하였다. 하지만 여전히 그녀는 모델 일을 한다는 것에 대해 확신이 서지 않았으며, 그냥 한 달에 몇 번 켈리 스트레이트를 도와 문서 정리 작업을 하는 것에 동의하였다.

## 경력
15세가 된 무렵에 헤더 마크스는 토론토로 가서 뉴욕에서 보그 이탈리아판에 논설을 싣는 등 처음으로 업무를 시작하였다. 그로부터 3년 후인 2003년 헤더 마크스는 봄 패션쇼를 통해 모델로서 데뷔하였다. 그녀는 2004년 봄~여름 시즌에서 안나수이, 샤넬, 블루마린, 버버리, D&G, 지방시, 랑방, 루이뷔통, 마르니, 베르사체 등의 기성복 쇼 무대에 섰는데, 43번 이상 무대 워킹을 하였다. 2005년 봄~겨울 무대 쇼에서는 70번 이상 워킹을 하였다.
헤더 마크스는 독일, 한국, 멕시코, 스페인판 보그와 크로아티아, 캐나다, 이탈리아판 엘르의 표지 모델로 출연하였다. 그밖에도 하퍼스 바자, 데이즈드, 벨벳, 플레어, 패션 등의 잡지의 표지 모델로도 출연하였다. 2006년 헤더 마크스는 빅토리아 시크릿 패션쇼에 참가하였다. 블루밍데일즈, 버버리, 루이뷔통, 로이드 쥬얼리, 삭스 피프스 애비뉴, 니먼 마커스, 버그도르프 굿맨, 맥스마라, 홀트 렌프류 등의 카탈로그에도 출연하였다.
헤더 마크스는 2012년에 개봉할 예정인 공포 미스터리 영화 사일런트 힐: 레버레이션 3D에서 ‘수키’라는 캐릭터로 등장한다.